# سامارسکویه (شهرستان آبزلیلوفسکی، باشقیرستان)
سامارسکویه (به لاتین: Samarskoye) یک منطقهٔ مسکونی در روسیه است که در باشقیرستان واقع شده‌است.